# Husaren-Regiment „Graf Wurmser“

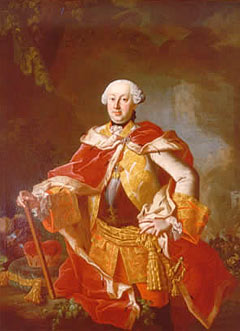
Der Regimentsgründer Fürst Esterhazy

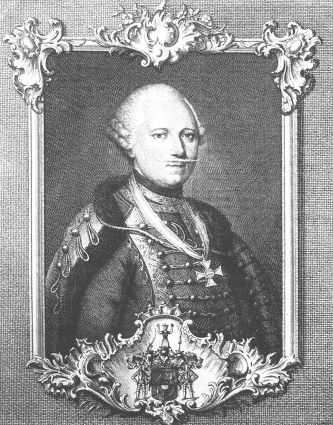
Der spätere Regimentsinhaber Dagobert Sigmund von Wurmser

Das Regiment war ein Kavallerieverband, der 1742 als Anton-Esterhazy-Husaren (Im 17. und 18. Jahrhundert führten Regimenter nur den Namen des Regimentsinhabers) für die kaiserlich-habsburgische Armee errichtet wurde.
1769 erhielt das Regiment in der Kavallerie-Rangliste die Bezeichnung: Cavallerie-Regiment Nr. 24 zugeteilt.
Zur Systematik wurden nachträglich folgende Nummerierungen eingeführt: 1742/2 (nach Tessin), Husarenregiment H 5 (nach Bleckwenn).

## Formationsgeschichte
- 1742 Laut Capitulation vom 17. Januar wurde das Regiment in Stärke von 10 Kompanien durch den Fürsten Esterházy auf eigene Kosten auf dem Sammelplatz Oedenburg aufgestellt. Auf einen Appell der Königin Maria Theresia hin, hatte Fürst Esterházy schon Ende Dezember 1741 500 Mann bereitgestellt. Zur Beschleunigung der Komplettierung wurde dem Inhaber gestattet, die von seinen Herrschaften laut des Insurrections-Artikels beizustellenden Portalisten (etwa 400 Mann) im Regiment einzustellen; diese waren aber nach Ablauf der Insurrektion durch geworbene Mannschaft zu ersetzen.
- 1748 wurden Teile des aufgelösten „Husaren-Regiments Trips“ eingegliedert
- 1775 wurde das Regiment aufgelöst, die Oberst-Division zum Husaren Regiment Nádasdy (Nr. 9), die Oberstlieutenants-Division zum vormaligen Husaren-Regiment Nauendorf, nunmehr Regiment Wurmser (Nr. 8), die Majors-Division zum Regiment Emerich Esterházy (Nr. 3) versetzt. (Nach den ursprünglichen Dispositionen sollte die Majors-Division in das  Husaren-Regiment Kálnoky (Nr. 2) eingegliedert werden, doch wurde dies später in obiger Weise geändert).

## Garnisonen
- 1749 Oedenburg
- 1750 Keszthely
- 1752 Coito (Lombardei)
- 1754–1756 Lodi
- 1768 Prerau
- 1766 Teschen
- 1769 Böhmen
- 1773 Galizien
- 1775 Nagy-Sáros

### Regimentsinhaber
- 1742 Generalmajor Paul Anton Fürst Esterházy
- 1762 Feldmarschall-Lieutenant Gabriel Freiherr von Lusinsky
- 1773 Generalmajor Graf Dagobert Sigmund von Wurmser (Übernahm noch 1775 das Husaren-Regiment Nr. 8.)

### Regiments-Kommandanten
- 1742 Obristlieutenant Abraham Handley, Abraham
- 1752 Obrist Michael Freiherr Barkóczy de Szala
- 1760 Oberst Anton Csedö
- 1771 Oberstlieutenant Johann Nicolaus Ternyey de Kis-Terenye
- 1773 Oberst Adam Graf Bethlen

## Gefechtskalender

### Österreichischer Erbfolgekrieg
→ Österreichischer Erbfolgekrieg, einschließlich Erster Schlesischer Krieg und Zweiter Schlesischer Krieg
- 1742 Auf den Kriegs-Schauplatz nach Böhmen verlegt, kämpfte das Regiment bei Caslau und war dann an der Belagerung von Prag beteiligt
- 1743 Verlegung nach Bayern und von dort aus  an den Rhein mit einem Gefecht bei Esslingen
- 1744 Operationen am Rhein. Beim Rückzug nach Böhmen führte das Regiment ein Gefecht bei Nordheim. Teile des Regiments unter Obristlieutenant Handley kämpften im Gefecht bei Moldauthein.
- 1745 Kämpfe in der Schlacht bei Hohenfriedeberg und der Schlacht bei Soor
- 1746 Abmarsch in die Niederlande. Teilnahme an der Schlacht bei Roucoux
- 1747 Schlacht bei Lauffeldt

### Siebenjähriger Krieg
→ Siebenjähriger Krieg
- 1757 wurde das Regiment von Italien nach Böhmen verlegt. Teilnahme am Scharmützel bei Hirschfeld sowie an der Schlacht bei Prag und der Schlacht bei Leuthen
- 1758 Anfangs Sicherungs- und Patrouillendienste in Mähren und Schlesien. Kämpfe mit der Hauptarmee in der Schlacht bei Hochkirch
- 1759 Ein Detachement unter Oberstlieutenant Pallasty kämpfte im Gefecht bei Laun. Kämpfe in der Schlacht bei Maxen.
- 1760 nahm das Regiment im Corps Lacy an der Expedition gegen Berlin teil und kämpfte später in der Schlacht bei Torgau.
- 1761 Sicherungs- und Patrouillendienste bei der Haupt-Armee, teils in Sachsen, teils in der Lausitz
- 1762 Mit der Haupt-Armee in Schlesien, ohne Gefechtstätigkeit.

Danach war das Regiment nicht mehr eingesetzt.

## Adjustierung
- 1752 Lichtblauer Pelz, Dolman und Reithosen
- 1757 Kalpak, dunkelblauer Pelz, Dolman und Hosen (Diese Änderung ist nicht durchgeführt worden.)
- 1765 Meergrüner Pelz, Dolman und Hosen, gelbe Knöpfe (Diese Änderung ist nicht durchgeführt worden.)
- 1767 Grüner Tschako, dunkelblauer Pelz, Dolman und Hosen, gelbe Knöpfe. Schnüre, Säbeltaschen und Schabracken ponceaurot

→ siehe auch Adjustierung

## Regimentsaufbau
Ein Regiment bestand in der Österreichisch-Ungarischen Kavallerie in der Regel aus drei bis vier (in der Ausnahme auch mehr) Divisionen. Jede Division hatte drei Eskadronen, deren jede wiederum aus zwei Kompanien bestand. Die Anzahl der Reiter in den einzelnen Teileinheiten schwankte, lag jedoch normalerweise bei etwa 80 Reitern je Kompanie.
In der Regel (bis zum Jahre 1798) wurden die Regimenter nach ihren jeweiligen Inhabern (die nicht auch die Kommandanten sein mussten) genannt. Eine verbindliche Regelung der Schreibweise existierte nicht. (z. B. Regiment Graf Serbelloni – oder Regiment Serbelloni.) Mit jedem Inhaberwechsel änderte das betroffene Regiment seinen Namen.